# Serguéi Sevostianov
Serguéi Sevostianov –en ruso, Сергей Севостьянов– (5 de octubre de 1960) es un deportista ruso que compitió en atletismo adaptado. Ganó trece medallas en los Juegos Paralímpicos de Verano entre los años 1988 y 2004.

## Palmarés internacional
| Representando a la URSS           |                          |                   |                       |
| Juegos Paralímpicos               |                          |                   |                       |
| Año                               | Lugar                    | Medalla           | Prueba                |
| 1988                              | Seúl (Corea del Sur)     | Medalla de plata  | 100 m B1              |
| 1988                              | Seúl (Corea del Sur)     | Medalla de plata  | Triple salto B1       |
| 1988                              | Seúl (Corea del Sur)     | Medalla de plata  | Pentatlón B1          |
| Representando al Equipo Unificado |                          |                   |                       |
| Juegos Paralímpicos               |                          |                   |                       |
| Año                               | Lugar                    | Medalla           | Prueba                |
| 1992                              | Barcelona (España)       | Medalla de oro    | 100 m B1              |
| 1992                              | Barcelona (España)       | Medalla de oro    | Pentatlón B1          |
| 1992                              | Barcelona (España)       | Medalla de plata  | Triple salto B1       |
| Representando a Rusia             |                          |                   |                       |
| Juegos Paralímpicos               |                          |                   |                       |
| Año                               | Lugar                    | Medalla           | Prueba                |
| 1996                              | Atlanta (Estados Unidos) | Medalla de oro    | Pentatlón P10         |
| 1996                              | Atlanta (Estados Unidos) | Medalla de plata  | Salto de longitud F10 |
| 2000                              | Sídney (Australia)       | Medalla de oro    | Pentatlón P11         |
| 2004                              | Atenas (Grecia)          | Medalla de bronce | Salto de longitud F11 |
| 2004                              | Atenas (Grecia)          | Medalla de bronce | Triple salto F11      |